# 瑪戈特·瓦爾斯特倫
瑪戈特·伊丽莎白·瓦爾斯特倫（瑞典語：Margot Elisabeth Wallström，發音：[ˈmǎrːɡɔt ˈvâlːstrœm]；1954年9月28日—）是瑞典社會民主工黨政治人物，曾经担任欧盟委员会首席副主席、機構關係和情報策略（Institutional Relations and Communication Strategy）委员、環境專員。2014年10月3日就任瑞典外交大臣兼代副首相。
瑪戈特·瓦爾斯特倫在1954年在瑞典西博滕省謝萊夫特奧出生。